# Fabricinuda pseudopalpa
Fabricinuda pseudopalpa är en ringmaskart som beskrevs av Fitzhugh 1990. Fabricinuda pseudopalpa ingår i släktet Fabricinuda och familjen Sabellidae. Inga underarter finns listade i Catalogue of Life.